# Swiss Cottage (Jubilee Line)

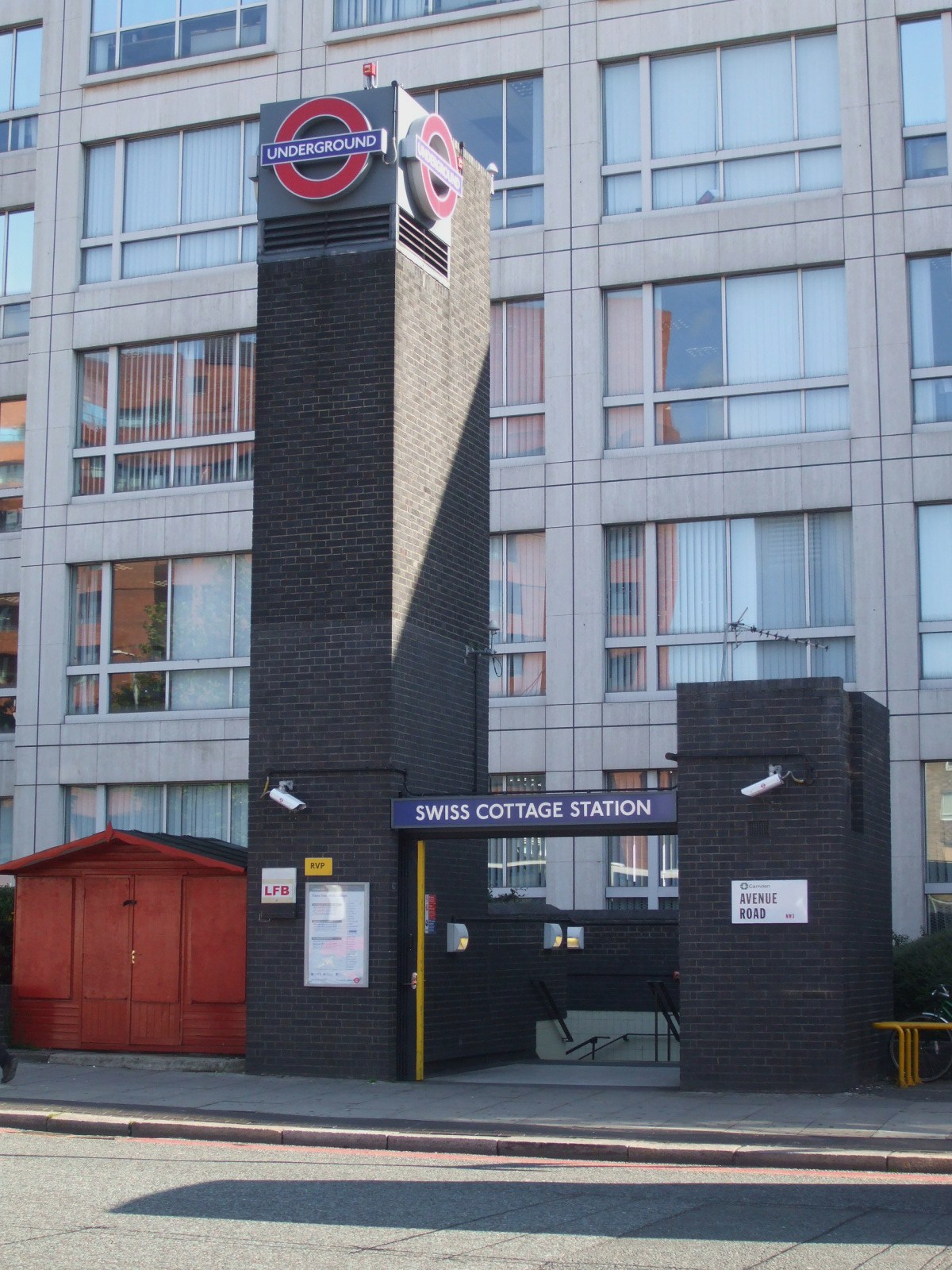
Eingang

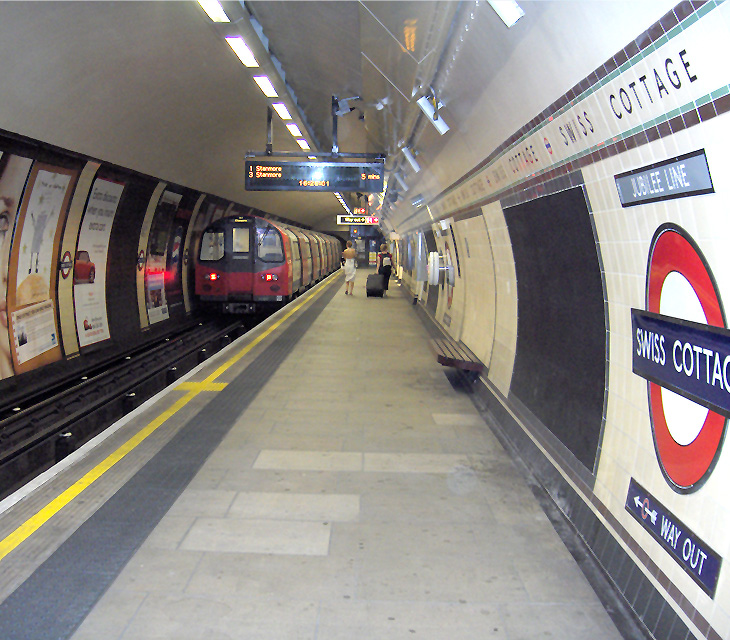
Bahnsteig

Swiss Cottage ist eine unterirdische Station der London Underground im Stadtbezirk London Borough of Camden. Sie liegt in der Travelcard-Tarifzone 2, an der Kreuzung von Finchley Road und Avenue Road. Die von der Jubilee Line bediente Station wurde im Jahr 2014 von 7,28 Millionen Fahrgästen genutzt. Sie ist nicht zu verwechseln mit der geschlossenen gleichnamigen Station der Metropolitan Line.
Die Eröffnung der Station erfolgte am 20. November 1939. Nachdem ein zusätzlicher, parallel verlaufender Tunnel gebaut worden war, wurde der U-Bahn-Betrieb auf der Stanmore-Zweigstrecke von der Metropolitan Line auf die Bakerloo Line übertragen, um erstere entlasten und zugleich beschleunigen zu können. Die etwas weiter westlich gelegene Station der Metropolitan Line, zu der ein unterirdischer Verbindungsgang bestand, blieb vorerst noch in Betrieb, ist aber seit dem 17. August 1940 ebenfalls geschlossen. Am 1. Mai 1979 wurde der Betrieb von der Bakerloo Line an die neu eröffnete Jubilee Line übertragen.